# 性的同意年齢法に反対するフランスの請願
1977年、性的同意年齢法のいくつかの条項の廃止と、合意を前提とした、成人と15歳（フランスの性的同意年齢）未満の未成年者との間の性的関係の非犯罪化を求める請願書がフランス議会に宛てて作成された。ルイ・アラゴン、ミシェル・フーコー、ジャン＝ポール・サルトル、ジャック・デリダ、ルイ・アルチュセール、ロラン・バルト、シモーヌ・ド・ボーヴォワール、ジル・ドゥルーズ、フェリックス・ガタリ、ミシェル・レリス、アラン・ロブ＝グリエ、フィリップ・ソレルス、ジャック・ランシエール、ジャン＝フランソワ・リオタール、フランシス・ポンジュ、ベルナール・ベスレを含む多くの著名なフランスの知識人、また様々な著名な医師や心理学者がこの請願書に署名した。 1979年に、性的同意年齢法の廃止に関連して、法定強姦の罪で逮捕された個人を擁護する二つの公開書簡がフランスの新聞に掲載された。

## 背景
ミシェル・フーコーは、子供は性的関係に同意することができると主張し、「子供は何が起こったかを説明することができず、同意することができないと仮定することは、耐え難い、全く受け入れられない二重の虐待である」と述べた。フーコー、サルトル、また『リベラシオン』や『ル・モンド』などの新聞はそれぞれ、子供と大人の間で性的関係を持つことを擁護した。 

## 請願書
ミシェル・フーコーは、請願書は、小説家・ゲイ活動家のギィー・オッカンガム、俳優・戯曲作家・法学者のジャン・ダネ、小児科医および小児心理学者のフランソワーズ・ドルト、そして幅広い政治的立場に属する人々によって署名されたと述べた。 
1978年4月4日、性的同意年齢法の廃止に賛成する理由を説明する対談が、フランス・キュルチュールにて放送された。 参加者であるミシェル・フーコー、ジャン・ダネ、ギィー・オッカンガムは全員、他の知識人とともに1977年の請願書に署名していた。 彼らは、刑罰制度が犯罪に対する処罰としての機能ではなく、社会の中に危険な個人の姿を作り出す機能に置き換えられていると考え、（実際の犯罪に関係なく）「危険な社会」が訪れると予測した。 彼らはまた、「誰も愛する前に契約を結ぶことはない」ため、性的同意の概念を契約上の概念における「罠」として定義した。対談は『性道徳と法』として出版され、後に『子供のセクシュアリティの危機』という名前で再出版された 。

## 公開書簡の発表
1977年、3人のフランス人が13歳と14歳の少女と少年と性交したと訴えられた裁判の前日、 ミシェル・フーコー、ロラン・バルト、ジャック・デリダ、フランソワーズ・ドルト、フィリップ・ソレルス、アラン・ロブ＝グリエ、ルイ・アラゴンを含む69人が署名した公開書簡が、『ル・モンド』に掲載された。被告の内2人は1973年以降一時的に拘留されており、書簡はこの事実をスキャンダラスと呼んでいた。 書簡は、被告の行為の性質と犯罪として訴えられた行為の性質が釣り合っておらず、またフランス人は13歳から自分の行為に完全な責任を持つため、矛盾があると主張した。また、フランスの13歳の少女がピルを受け取る権利を持っていれば、「12歳と13歳」が彼らが選んだ人と一緒に「関係を持つ」同意ができるはずだとも述べた。 
1979年、小児性犯罪で告発され、裁判を待っているジェラール・Rの事件について、被告を支持する同様の書簡が63人の署名を得て『リベラシオン』に掲載された。書簡には、被告は6歳から12歳の少女と一緒に住み、彼らは状況に満足していたと書かれていた。この書簡は後に『レクスプレス』2001年3月7日号に掲載された。 